# Li Ting
Li Ting (kinesiska: 李婷; pinyin: Lǐ Tíng), född den 1 april 1987 i Guilin, är en kinesisk simhoppare.
Hon tog OS-guld i synkroniserade höga hopp i samband med de olympiska simhoppstävlingarna 2004 i Aten.